# 2024–2025埃塞俄比亚群震
从2024年9月下旬开始，埃塞俄比亚中部（东非大裂谷）发生了群震，其中大部分地震发生在阿瓦士芬塔勒地区，主要位于埃塞俄比亚阿瓦什國家公園的芬塔爾火山和多凡火山之间或周围。埃塞俄比亚中部大部分地区都有广泛的震感，其中许多地震造成了局部但严重的破坏。

## 时间线
2024年9月27日至11月2日，阿法尔地区的阿法尔州芬塔莱发生了17次MW 4.0以上的群震。最强烈地震的震中位于阿瓦什东北方向约28千米处，震源深度约为10 千米。整个埃塞俄比亚中部都有震感。
10月13日，当地时间07:37左右，奧羅米亞州发生了4.0级地震。埃塞俄比亚中部和东部，包括阿法尔州南部、阿姆哈拉州南部和奥罗米亚州中部、索马里西北部以及首都亚的斯亚贝巴都感受到了震感。德国地球科学研究中心（GFZ）率先详细报道了此次地震事件，为了解地震影响提供了重要数据。根据最初的报告，震中附近的居民感觉到了地震，但地震造成的损失微乎其微。更多的大地震一直持续到2024 年12月。
从12月23日开始，发生了第二次地震群，包括111次超过MW 4.0的地震。这些地震大多发生在芬塔勒山周围。2025 年1月3日，多凡火山周围地区报告了火山活动迹象，包括蒸汽喷发，促使当局将一些居民转移到临时避难所。埃塞俄比亚地质研究所在其官方Facebook页面上发布了一段视频，显示蒸汽羽流从阿瓦士芬塔勒火山冒出。2月14日，震群中最强烈的一次震级为6.0级，发生在梅特哈拉东北偏北8千米，震源深度10千米处。

## 地质构造
埃塞俄比亚是一个地址活跃的国家，其位于非洲板块，索马里板块与阿拉伯板块的交界处，是一个三叉汇接区。根据Courtillot et al.，这三个板块交界处有一个热点，较热的、狭窄的地幔从地幔与地核之间的边界开始向上进行对流，并形成火山。在阿法爾三角内，地壳正以每年1-2 厘米的速度沿着构成三角交界处“两腿”的三条裂谷带缓慢裂开。其直接后果是地震频发，地形上出现数百米长的深裂缝，谷底在洼地上大面积下沉。2005年9月和10月期间，阿法尔裂谷内的达巴胡火山和尔塔阿雷火山发生了163次mb 3.9以上的地震，（最大震级Mwb 5.5）和一次火山爆发。约2.5立方公里的熔岩从地下沿着一条岩脉注入2至9千米深的板块，迫使地表出现一个8米宽的缺口，即达巴胡裂缝 。

## 影响
10月6日发生的5.2级地震摧毁了幾所房屋，损坏了另外两所房屋、一座清真寺和一所学校，并导致阿瓦什-芬塔勒地区出现地面裂缝。由於發生了第二波地震，有两人受伤，50多所房屋、24所学校和商店被毁，另有100所房屋、一家糖厂、多栋办公楼、27所学校和一条公路受损，阿瓦什-芬塔勒-杜莱查地区据报出现地面裂缝。

## 响应
政府官员采取的应对措施是关闭震中附近地区的交通基础设施，以调查10月6日地震造成的破坏。2025年1月6日，据报道已成立了一个特别工作组来评估亚的斯亚贝巴的地震风险。亞的斯亞貝巴大學地球物理、空间科学和天文学研究所（IGSSA）以及埃塞俄比亚地质调查局的专家报告称，亚的斯亚贝巴的震感都是由于阿瓦什-芬塔勒、杜莱查和奥罗莫-芬塔勒地区正在发生的地震引起的。全球灾害警报和协调系统正在监测这些地震和火山事件的报告。政府报告说已疏散了80,000 名居民，并宣布埃塞俄比亚当局正在监测地震活动及其与多凡山可能存在的联系。